# Carlos Calderón de la Barca
Carlos Calderón de la Barca (2 d'octubre de 1934 - 15 de setembre de 2012) fou un futbolista mexicà.

## Selecció de Mèxic
Va formar part de l'equip mexicà a la Copa del Món de 1958.